# Campeonato Europeo de Curling Femenino de 2024
El L Campeonato Europeo de Curling Femenino se celebró en Lohja (Finlandia) entre el 16 y el 23 de noviembre de 2024 bajo la organización de la Federación Mundial de Curling (WCF) y la Federación Finlandesa de Curling.
Las competiciones se realizaron en el Instituto de Deportes Kisakillio de la ciudad finlandesa.

## Tabla de posiciones
| Pos | Equipo    | G | P | G–P |
| --- | --------- | - | - | --- |
| 1   | Suiza     | 9 | 0 | –   |
| 2   | Suecia    | 7 | 2 | –   |
| 3   | Escocia   | 6 | 3 | 1–0 |
| 4   | Italia    | 6 | 3 | 0–1 |
| 5   | Dinamarca | 5 | 4 | 1–0 |
| 6   | Turquía   | 5 | 4 | 0–1 |
| 7   | Noruega   | 4 | 5 | –   |
| 8   | Lituania  | 1 | 8 | 2–0 |
| 9   | Estonia   | 1 | 8 | 1–1 |
| 10  | Hungría   | 1 | 8 | 0–2 |

## Cuadro final
|  | Semifinales | Semifinales |   |        | Final        | Final |  |
|  |             |             |   |        |              |       |  |
|  |             |             |   |        |              |       |  |
|  | Suiza       | 7           |   |        |              |       |  |
|  | Italia      | 3           |   |        |              |       |  |
|  |             |             |   |        |              |       |  |
|  |             |             |   |        |              |       |  |
|  |             |             |   |        | Suiza        | 8     |  |
|  |             | Suecia      | 4 |        |              |       |  |
|  |             |             |   |        |              |       |  |
|  |             |             |   |        |              |       |  |
|  |             |             |   |        | Tercer lugar |       |  |
|  |             |             |   |        |              |       |  |
|  | Suecia      | 6           |   | Italia | 4            |       |  |
|  | Escocia     | 4           |   |        | Escocia      | 6     |  |

## Medallistas
| Evento | Oro                                                                                          | Plata                                                                                         | Bronce                                                                               |
| ------ | -------------------------------------------------------------------------------------------- | --------------------------------------------------------------------------------------------- | ------------------------------------------------------------------------------------ |
| Equipo | Suiza · Alina Pätz · Silvana Tirinzoni · Carole Howald · Selina Witschonke · Stefanie Berset | Suecia · Anna Hasselborg · Sara McManus · Agnes Knochenhauer · Sofia Mabergs · Johanna Heldin | Escocia Rebecca Morrison Jennifer Dodds Sophie Sinclair Sophie Jackson Fay Henderson |